# Tálamas

Mapa del sur del Peloponeso en la Antigüedad. La ciudad de Tálamas se encontraba no lejos de Cardámila, cerca de la costa del golfo de Mesenia.

Tálamas es el nombre de una antigua ciudad griega de Laconia que en determinados periodos históricos pudo pertenecer a Mesenia. 
Según la mitología griega, fue fundada por Pélope que, tras casar a su hermana Níobe con Anfión, trajo colonos de Beocia. Según una leyenda mesenia, fue también el lugar donde tuvo que refugiarse Tíndaro junto con su hermano Afareo cuando Hipocoonte le disputó el trono de Lacedemonia.
Pausanias la menciona entre las ciudades de los eleuterolaconios y la ubica a ochenta estadios de Étilo y a veinte de Pefno. Sitúa allí un santuario y oráculo de Ino, donde, según se creía, la diosa daba las respuestas en los sueños. También había estatuas de bronce al aire libre de Pasífae y de Helios así como otra estatua de bronce dentro del santuario que Pausanias no pudo ver por estar cubierta de coronas. Pasífae era para los talámatas una advocación de Selene.
Se localiza unos 12 km al noroeste de Étilo, cerca de la población llamada antes Koutiphari que ha recuperado su antiguo nombre y se denomina en la actualidad Thalames. Sus restos están en concreto en un sitio llamado Svina.